# Freightliner-Daimler México

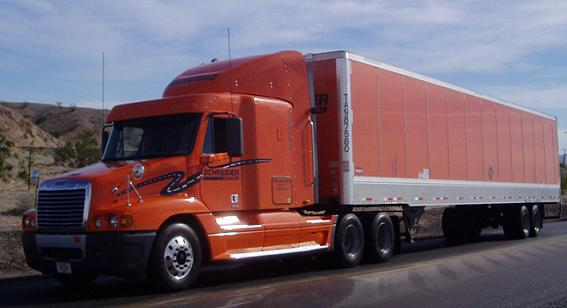
SNC Century

Freightliner-Daimler Vehículos Comerciales México, S. de R. L. de C.V., es la filial mexicana de la empresa fabricante de camiones y tractocamiones de origen estadounidense Freightliner. Su primera planta en el país abrió sus puertas en Saltillo, Coahuila, México el 27 de febrero del 2009.

## Fundación y primeros años
Fue fundada en 1930 por Leland James (1892-1964) inaugurando su primera fábrica con sede en Portland, Oregón en 1947. Años después, se asocia al grupo Daimler AG haciéndose un grupo productor y comercializador de la industria automovilística de segmentos de ligeros, medianos y pesados; siendo ya 75 años de trabajar en conjunto tiempo en el cual han alcanzado aproximadamente de venta 3200000 camiones en la región de Norteamérica.

## Trayectoria en México
Gracias a la asociación con el grupo Daimler que fue fundada en el 2007 en México, conformaron una amplia red de fabricantes y distribución de camiones y autobuses en México. Sus plantas se encuentran ubicadas en el Estado de México, Saltillo en Coahuila.
Actualmente, el grupo es dirigido por Flavio Rivera, quien señaló que en el 2017 Freightliner mostró un aumento por arriba del mercado con 46% de incremento respecto al bimestre del año anterior.

## Modelos
En las plantas productoras de México se han hecho aproximadamente 300000 modelos Freightliner a lo largo de la historia entre ellos:
- Freightliner M2
- Freightliner Columbia (122SD en Norteamérica)
- Freightliner Cascadia con motor Detroit DD15
- FL 360[1]